# بيت النبع
بيت النبع قرية سورية في ناحية القدموس في منطقة بانياس التابعة لمحافظة طرطوس.